# Punt percentual
El punt percentual és la unitat per a la diferència aritmètica de dos percentatges. No s'ha de confondre amb el punt bàsic.

## Exemple
Consideri's el següent exemple hipotètic: el 1980 el 40% de la població fumava, i el 1990 només un 30% fumava. Es pot dir, doncs, dir que del 1980 al 1990 la proporció de gent que fuma ha baixat 10 punts percentuals. No s'ha de confondre amb la proporció en què ha baixat la gent que fuma, que és del 25%. Els percentatges indiquen proporcions, no diferències, mentre que els punts percentuals indiquen diferències, no proporcions.